# N-acetylgalaktosamin
N-acetylgalaktosamin (zkratka D-GalpNAc či NAGA) je acetylovaný derivát aminosacharidu galaktosaminu se systematickým názvem 2-acetamido-2-deoxy-D-galaktopyranóza. Patří k nejčastějším složkám oligosacharidů v lidském těle, například u determinant krevních skupin. Glykosidickou vazbou se může vázat na různé proteiny (na serinové zbytky) či na hydroxyl lipidů. N-acetylgalaktosamin vzniká epimerací N-glukosaminu za vzniku UDP-N-acetylgalaktosaminu.